# Rocketdyne E-1
Das E-1 von Rocketdyne war ein Raketentriebwerk mit Flüssigtreibstoff, das ursprünglich als Reserve für die Titan-I-Rakete entwickelt wurde. Während seiner Entwicklung wählte Heinz-Hermann Koelle von der Army Ballistic Missile Agency (ABMA) es als Haupttriebwerk für die Rakete aus, die später den Namen Saturn I erhielt. Später entschied sich das Saturn-Team für das Rocketdyne H-1 mit geringerer Schubkraft, um die Entwicklung zu beschleunigen. Das E-1-Projekt wurde 1959 eingestellt, aber der Erfolg von Rocketdyne bei der Konstruktion gab der NASA das Vertrauen, das Unternehmen mit der Konstruktion des viel größeren F-1 zu beauftragen, das die erste Stufe der Saturn V-Missionen zum Mond antrieb.

## Beschreibung
Das E-1 war ein Einkammer-Flüssigtreibstofftriebwerk, das mit RP-1 (raffiniertes Kerosin) und flüssigem Sauerstoff betrieben wurde. Die Turbopumpen wurden von einem Gasgenerator angetrieben. Der Schub betrug etwa 1.700 kN auf Meereshöhe und stieg im Vakuum auf ca. 1.890 kN, was einem Anstieg des spezifischen Impulses von 260 auf 290 Sekunden entspricht. Die gesamte Brennkammer und die Triebwerksglocke wurden mit einem ähnlichen System wie bei dem S-3 und später dem F-1 regenerativ gekühlt.

## Geschichte

### Entstehungsgeschichte
Im Juli 1954 äußerte die Interkontinentalraketenarbeitsgruppe des Air Force Scientific Advisory Board (SAC) gegenüber der Western Development Division (WDD) Bedenken hinsichtlich der sich in Entwicklung befindlichen Atlas-Rakete. Da die Atlas teils unkonventionell konstruiert war, sah die Gruppe ein erhebliches Risiko: Sollte sich eines der innovativen Bauteile als unbrauchbar erweisen, könnte das gesamte Projekt scheitern. Um dieses Risiko zu verringern, empfahl sie die Initiierung eines zweiten Interkontinentalraketenprojekts.
Die Bedenken wurden in der Air Force ernst genommen, woraufhin TRW mit einer Untersuchung der Situation beauftragt wurde. TRW lud daraufhin Lockheed und die Glenn L. Martin Company ein, alternative Interkontinentalraketenentwürfe vorzuschlagen. Basierend auf diesen Berichten empfahl TRW der Air Force, die Entwicklung einer neuen Rakete zu beginnen, die anstelle der „Ballontanks“ der Atlas ein konventionelles Flugwerk verwendete und den „eineinhalbstufigen“ Aufbau durch ein zweistufiges Design ersetzte.

### Titan
Aus den beiden Vorschlägen wurde der Auftrag an Martin für die spätere Titan vergeben. Aerojet General wurde für den Bau der Triebwerke ausgewählt, wobei das Zweikammer-Triebwerk LR-87 für den Booster und das Einzelkammer-Triebwerk LR-91 für die Oberstufe entwickelt wurden. Im Einklang mit dem risikoarmen Entwicklungskonzept, das dem gesamten Titan-Projekt zugrunde lag, beauftragte WDD die Rocketdyne Division von North American Aviation mit der Entwicklung eines Reservetriebwerks.
Rocketdyne, das 1955 als eigenständiges Unternehmen ausgegliedert wurde, beschloss, den Bedarf an 1.600 kN Schub mit einem einzigen Triebwerk zu decken, anstatt mit einer Gruppe kleinerer Triebwerke. Ausgehend vom Grundlayout des erfolgreichen MB-3/S-3 (bei der Luftwaffe als LR79 bekannt) der Thor- und Jupiter-Raketen entwickelte Rocketdyne das E-1, indem es das MB-3/S-3 vergrößerte und die Triebwerksglocke für den Betrieb in niedrigeren Höhen optimierte. In größeren Höhen würde die Oberstufe gezündet werden.
Die Entwicklung des E-1 verlief zügig, und die Prototypen wurden später im Jahr 1955 an das Santa Susana Field Laboratory geschickt. Die Entwicklung einer stabilen Treibstoffeinspritzdüse erwies sich jedoch als schwierig und es dauerte 18 Monate, bis die Probleme vollständig gelöst waren. Über mehrere Monate hinweg wurde der Schub erhöht, bis er auf Meereshöhe über 1.689 kN betrug. Eine komplette Booster-Stufe mit der E-1 wurde am 10. Januar 1956 gezündet.
Im April 1957 beauftragte Wernher von Braun Heinz-Hermann Koelle mit der Entwicklung eines Weltraumträgersystems, das den neuen Anforderungen der damals noch inoffiziellen ARPA (heute DARPA) entsprechen sollte. Koelle kam zu dem Schluss, dass zur Erfüllung der Nutzlastanforderungen von rund 4.500 bis 9.100 kg (10.000 bis 20.000 lb) in eine niedrige Erdumlaufbahn eine Booster-Stufe mit einer Schubkraft von 4.448 kN (1 Million Pfund) benötigt würde.
Auf der Suche nach einem Triebwerk, das diese Art von Leistung erreichen konnte, erfuhr er durch George Sutton von Rocketdyne vom E-1. Das E-1 war bei weitem das leistungsstärkste Triebwerk, das in dem von der ARPA geforderten Zeitrahmen verfügbar war. Koelle wählte eine Gruppe von vier E-1-Triebwerken als Basis für einen neuen Booster aus, der den Namen „Juno V“ erhielt. „Juno“ war die allgemeine Bezeichnung, die das Team für Trägerraketen verwendete.
Um die Entwicklung von Juno V zu beschleunigen, wurden die Triebwerke an einer einzigen Schubplatte befestigt und mit Treibstoff aus einer Gruppe von Tanks versorgt, die aus den bestehenden Jupiter- und Redstone-Raketen stammen. Das Design wurde scherzhaft als „Cluster's last stand“ (Wortspiels mit Custer’s last stand) bezeichnet. Später im Jahr begann das Team, den Entwurf als „Saturn“ zu bezeichnen, was für „die nach Jupiter“ steht, da die Jupiter der letzte erfolgreiche Raketenentwurf der ABMA war. Der Name blieb haften und wurde Anfang 1959 offiziell.
Nach dem Start von Sputnik am 4. Oktober 1957 überlegten die USA panisch, wie sie die Sowjetunion in dem „Weltraumrennen“ schnell einholen könnten. Die Gründung einer zivilen Raumfahrtbehörde, aus der sich die NASA entwickeln sollte, setzte sich schnell durch. Die Armee hatte bereits das Interesse an der Entwicklung der Saturn verloren, da es an Missionen mit entsprechenden Anforderungen mangelte, und hatte sich bereit erklärt, das ABMA-Team am 1. Juli 1960 der NASA zu übergeben.
Im Juli 1958 erhielt von Braun Besuch von Dick Canright und Bob Young von der ARPA, die ihm mitteilten, dass sie noch 10 Millionen Dollar in ihrem Budget hatten, bevor die ABMA an die NASA übergeben wurde. Von Braun rief Koelle hinzu, der ein Modell der Juno V im Maßstab 1:10 präsentierte, das noch mit dem E-1-Triebwerk ausgestattet war. Canright und Young stellten fest, dass das Triebwerk nicht rechtzeitig für die Übergabe fertig werden würde, und fragten, ob die Rakete nicht stattdessen mit einem vorhandenen Triebwerk gebaut werden könnte. Koelle schlug vor, acht Triebwerke der bestehenden S-3D-Serie anstelle des E-1 zu verwenden. Dieser Vorschlag wurde umgesetzt.
Die Entwicklung der Saturn wurde mit einer leicht verbesserten Version des S-3D, dem H-1, fortgesetzt. Als die NASA den Prozess der Übernahme der ABMA einleitete, entschied sie, dass das Projekt lohnenswert war, und finanzierte seine Entwicklung weiter.

### Einstellung des Programms
Nachdem Aerojet das LR-87 erfolgreich vorgeführt hatte, wurde die Titan mit diesem Triebwerk weiterentwickelt, und das erste Exemplar wurde 1958 an die Air Force ausgeliefert. Koelle erwog, die Entwicklung des E-1 aus seinem Budget weiter zu finanzieren, entschied sich aber dagegen. Wie von Braun später feststellte, waren die Entwicklungskosten für eine gewünschte Leistungssteigerung zu hoch, vor allem, da das F-1 alle E-1s ersetzen konnte. Rocketdyne forderte die Air Force auf, die Entwicklung des E-1 aufzugeben, was sie auch tat.